# 石彦辞
石彦辞（?—?），五代十国后梁大臣，石盛长子。

## 生平
石彦辞的妹妹许配给宣武军节度使朱温，为仅次于张惠的第二夫人，封武威郡君。中和五年（885年），石彦辞在宣武军担任同节度副使兼御史司宪。当年转任宋州长史兼御史大夫。光启二年（886年），转任右千牛卫将军、检校右散骑常侍、亳州别驾。龙纪元年（889年），加检校工部尚书、右威卫将军，迁节院使。乾宁元年（894年），加金紫光禄大夫、检校户部尚书。乾宁四年（897年），转任天平军左都押衙。天复三年（903年），加检校司空、守台州刺史。后梁建立后，石彦辞官至静难功臣、金紫光禄大夫、武威县开国男、食邑三百户。

## 家族

### 先祖
- 曾祖：石饶，唐朝左神策军司隶兼右威卫中郎将。
- 祖：石贞，袭职，官至兼御史司宪。

### 父母
- 父亲：石盛，官至检校左散骑常侍、越州别驾、赠刑部尚书。
- 母亲：宋氏，追封广平县太君。

### 妹妹
- 武威郡君石氏，唐中和元年（881年），许配给朱温，为第二夫人，封武威郡君，年三十四，早亡。